# Теплов, Михаил Петрович
Михаи́л Петро́вич Тепло́в (20 сентября 1919 — 11 мая 2005) — советский военный лётчик, в годы Великой Отечественной войны командир авиационного звена 638-го ночного бомбардировочного авиационного полка (284-я бомбардировочная авиационная дивизия, 15-я воздушная армия), старший лейтенант. Герой Советского Союза (5.05.1991).

## Биография
Родился 20 сентября 1919 года в городе Вольске ныне Саратовской области в рабочей семье. Русский. Член ВКП(б)/КПСС с 1944 года. Окончил 7 классов, школу ФЗУ и аэроклуб. Работал машинистом экскаватора на цементном заводе «Большевик».
В Красной Армии с 1940 года. 18 июня 1941 года окончил военную лётную школу в городе Энгельсе Саратовской области.
В боях Великой Отечественной войны с апреля 1942 года.
В одном из боевых вылетов в составе 638-го ночного бомбардировочного авиаполка 284-й авиадивизии на Брянском фронте старший лейтенант Теплов заметил переброску танков врага на Елецком направление и логически установил, что гитлеровцы готовятся к прорыву нашей обороны. Дневная авиация по наводке Теплова расстроила планы противника.
В феврале 1944 года на Ленинградском фронте Михаил Петрович спасал партизан, попавших в окружение. Он совершил 27 боевых вылетов за двенадцать дней подряд, доставляя бойцам патроны и продукты, забирал раненых. До последнего дня войны Михаил Петрович находился в строю.
Всего за период Великой Отечественной Михаил Теплов на самолёте-бомбардировщике совершил 598 боевых вылетов, уничтожил 8 самолётов, более 10 автомобилей, поджёг 3 железнодорожных эшелона, разрушил 2 переправы, нанёс противнику большой урон в другой боевой технике и живой силе.
24 июня 1945 года, 9 мая 1995 года, 9 мая 2000 года и 9 мая 2005 года принимал участие в парадах Победы на Красной площади в Москве.
К званию Героя Советского Союза Михаил Петрович Теплов представлялся в мае 1945 года, присвоено 5 мая 1991 года Указом Президента СССР. Ему были вручены орден Ленина и медаль «Золотая Звезда» (№ 11651).
В послевоенные годы пять лет работал в Сталинградском аэроклубе лётчиком-инструктором, затем занимал разные должности в финансово-банковской системе, вплоть до выхода на пенсию в 1980 году.
Похоронен в городе Волгоград на Димитриевском (Центральном) кладбище.

## Награды и звания
- Медаль «Золотая Звезда» Героя Советского Союза (№ 11651);
- орден Ленина;
- три ордена Красного Знамени;
- орден Отечественной войны I степени;
- орден Отечественной войны II степени;
- орден Красной Звезды;
- медали, в том числе:
  - медаль «За победу над Германией в Великой Отечественной войне 1941—1945 гг.»;
  - юбилейная медаль «Двадцать лет Победы в Великой Отечественной войне 1941—1945 гг.»;
  - юбилейная медаль «Тридцать лет Победы в Великой Отечественной войне 1941—1945 гг.»;
  - юбилейная медаль «Сорок лет Победы в Великой Отечественной войне 1941—1945 гг.»;
- почётный гражданин города Вольска Саратовской области.